# Big Beaver (Pensilvania)
Big Beaver es un borough ubicado en el condado de Beaver en el estado estadounidense de Pensilvania. En el año 2000 tenía una población de 2.186 habitantes y una densidad poblacional de 47.4 personas por km².

## Geografía
Big Beaver se encuentra ubicado en las coordenadas 40°49′22″N 80°22′11″O / 40.82278, -80.36972.

## Demografía
Según la Oficina del Censo en 2000 los ingresos medios por hogar en la localidad eran de $37,297 y los ingresos medios por familia eran $43,523. Los hombres tenían unos ingresos medios de $34,688 frente a los $23,945 para las mujeres. La renta per cápita para la localidad era de $17,228. Alrededor del 9.8% de la población estaba por debajo del umbral de pobreza.